# Strijdlustklassement
Het strijdlustklassement in de wielersport is een nevenklassement waarbij meestal door een jury de wielrenner wordt aangewezen die zich in een bepaalde etappe het meest van voren heeft laten zien. Het bekendste strijdlustklassement is dat van de Ronde van Frankrijk, waarin de strijdlustigste renner van een etappe de volgende dag een rood rugnummer en vanaf 2023 een beige rugnummer opgespeld krijgt.  De strijdlustigste renner in de Ronde van Italië krijgt eveneens een rood rugnummer opgespeld. In de Ronde van Spanje is dat een groen rugnummer.
In een aantal Angelsaksische landen gaat men nog verder en heeft men een trui voor de strijdlustigste renner. Zo is er de blauwe trui in de Ronde van Californië, de groene trui in de Tour Down Under en de oranje trui in de Ronde van Utah. De Ronde van Italië kent naast een strijdlustklassement ook een vluchtklassement, waarin het aantal kilometers wordt geteld dat een renner in een kopgroep van maximaal tien man heeft gezeten.
Ook na eendagswedstrijden wordt weleens een strijdlustigste wielrenner van de dag gekozen.
Algemeen klassement · Bergklassement · Combinatieklassement · Jongerenklassement · Ploegenklassement · Puntenklassement · Strijdlustklassement · Tussensprintklassement
 Blauwe trui ·   Bolletjestrui ·  Gele trui ·  Groene trui ·  Paarse trui ·  Rode trui ·  Roze trui ·  Witte trui ·  Zwarte trui ·  Regenboogtrui ·  Sterrentrui